# Theodor Molien

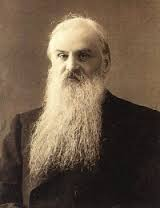
Theodor Molien

Theodor Georg Andreas Molien of Fedor Eduardovitsj Molin (Russisch: Федор Эдуардович Молин) (Riga, 10 september 1861 - Tomsk, 25 december 1941) was een Baltisch-Duitse wiskundige. Hij werd geboren in Riga, Letland, dat op dat moment deel uitmaakte van het Russische Rijk.
Molien bestudeerde associatieve algebra's en polynomiale invarianten van eindige groepen.